# Idlewild South
Idlewild South ist das zweite Studioalbum der Allman Brothers Band und erschien im September 1970 in den USA auf Atco-Records (SD 33-342), Capricorn Records Series. Es ist damit eines der ersten Alben des Southern Rock.

## Hintergrund
Aufgrund des ständigen Tourens im Anschluss an die Veröffentlichung des ersten Albums The Allman Brothers Band fanden die Aufnahmen in mehreren Studios statt. Mit Ausnahme von Please Call Home, welches in Kooperation mit Joel Dorn entstand, wurde es von Tom Dowd produziert und ist damit das erste Album einer längeren musikalischen Zusammenarbeit des Produzenten und der Gruppe. Mit Midnight Rider und In Memory of Elizabeth Reed sind hier zwei der bekanntesten Lieder der Band enthalten. Auf Hoochie Coochie Man ist die einzige Studiogesangsaufnahme vom Bassisten Berry Oakley zu hören, der bereits zwei Jahre später tödlich verunglückte. Zum üblichen Line-up der Band ist noch zusätzlich Thom Doucette als Mundharmonikaspieler vertreten. Der Titel des Albums verweist auf eine Ranch in Georgia, die die Gruppe öfter besuchte.

## Titelliste
1. Revival (Dickey Betts) – 4:04
2. Don't Keep Me Wonderin'  (Gregg Allman) – 3:40
3. Midnight Rider (Gregg Allman, Robert Payne) – 3:00
4. In Memory of Elizabeth Reed (Dickey Betts) – 6:54
5. Hoochie Coochie Man (Willie Dixon) – 4:54
6. Please Call Home (Gregg Allman) – 4:00
7. Leave My Blues At Home (Gregg Allman) – 4:15

## Charterfolge
Trotz der ausführlichen Tour im Anschluss an das Debütalbum The Allman Brothers Band erreichte Idlewild South mit Platz 38 der Billboard 200 nur mäßigen Charterfolg, die Singleauskopplung Revival nur Platz 92 der Billboard Hot 100.

## Rezeption
Das Album erhielt überwiegend positive Kritiken, erreichte aber nicht den gewünschten Erfolg in Form von nennenswerten Chartplatzierungen. Bruce Eder bezeichnete Idlewild South auf Allmusic als das beste Studioalbum der gesamten Bandgeschichte. In der Wertung bekam es fünf von fünf Sternen. Robert Christgau gab dem Album ein B+, beschrieb den Vokalpart von Berry Oakley auf Hoochie Coochie Man als Entlastung des eindimensionalen Gesangs von Gregg Allman und hob besonders Midnight Rider positiv hervor. Ed Leimbacher schrieb im Rolling Stone, dass das Album ein großer Schritt vorwärts für die Band wäre, zeigte sich aber enttäuscht von der zweiten Seite der Aufnahme.